# Giovanni De Nava
Giovanni De Nava (Roma, 21 maggio 1944) è un attore italiano.

## Biografia
Attivo soprattutto come attore di teatro, nel cinema ha lavorato spesso con il regista Lucio Fulci in film come ...e tu vivrai nel terrore! - L'aldilà, Murderock - Uccide a passo di danza e Quella villa accanto al cimitero, nel quale ha interpretato il ruolo del mostruoso dottor Jacob Freudstein.
Ha doppiato per la Rai alcuni film della serie BBC Television Shakespeare, ed è stata l'unica esperienza in veste di doppiatore.